# انریکتا مدلین
انریکتا مدلین (Conciencia Ecológica; ۱۰ دسامبر ۱۹۴۸ – ۶ ژانویهٔ ۲۰۲۲) جراح و فعال محیط‌زیست مکزیکی بود. او در مکزیکوسیتی رشد یافت و از کودکی در پروژه‌های پاکسازی شهر شرکت داشت و به ارتباط میان بیماری‌ها و محیط‌زیست علاقه‌مند شد. وی مدرک پزشکی خود را از دانشگاه مستقل ملی مکزیک دریافت کرد و در زمینه ژنتیک انسانی تخصص گرفت. همچنین در حوزه آموزش و مدیریت محیط‌زیست به تحصیل پرداخت.
پس از مشارکت در پروژه‌های امدادرسانی پس از زمین‌لرزه ۱۹۸۵ مکزیکو سیتی، مدلین به همراه خانواده خود در سال ۱۹۸۷ به آگوئاسکالینتس (شهر) نقل مکان کرد، جایی که به عنوان جراح فعالیت داشت و در عین حال به عنوان یکی از چهره‌های برجسته در زمینه فعالیت‌های محیط‌زیستی شناخته شد. او همراه با مادرش و دیگر فعالان، در سال ۱۹۹۲ انجمن Conciencia Ecológica (آگاهی زیست‌محیطی) را تأسیس کرد. این گروه اولین پروژه بازیافت را در ایالت اجرا کرد و پروژه‌های متعددی را برای افزایش آگاهی دربارهٔ مدیریت پسماند، حفظ محیط‌زیست و مقابله با پروژه‌های توسعه‌ای که به محیط‌زیست آسیب می‌رساندند، راه‌اندازی کرد. مدلین در سطوح محلی، ایالتی، ملی و بین‌المللی در تدوین سیاست‌های حفاظت از اکوسیستم‌ها مشارکت داشت.
مدلین در سال ۲۰۰۶ نخستین فردی بود که جایزه ایالتی شایستگی محیط‌زیستی را دریافت کرد و در سال ۲۰۱۲ بالاترین نشان ملی مکزیک برای فعالان محیط‌زیست، یعنی Premio al Mérito Ecológico (جایزه شایستگی اکولوژیک) را به دست آورد. در سال ۲۰۲۰، او جایزه Biotopo de Oro (زیستگاه طلایی) را از کالج ملی پزشکان محیط‌زیست دریافت کرد و در سال بعد نیز جایزه آگوئاسکالینتس را در بخش آب زلال کسب نمود. در سال ۲۰۲۱، مرکز اکولوژیک و تأمین نهال ایالت به افتخار او به «مرکز اکولوژیک کوئتا مدلین» تغییر نام یافت. در زمان درگذشتش در سال ۲۰۲۲، مدلین یکی از برجسته‌ترین فعالان محیط‌زیست در منطقه مرکزی مکزیک به‌شمار می‌رفت. پس از مرگش، شهرداری آگوئاسکالینتس جایزه‌ای به نام او، «جایزه انریکِتا مدلین»، را برای تقدیر از افرادی که در بهبود محیط‌زیست و جامعه تلاش‌های ارزنده‌ای داشته‌اند، ایجاد کرد.

## کودکی و تحصیلات
ماریا انریکِتا مدلین لگورِتا در ۱۰ دسامبر ۱۹۴۸ در مکزیکوسیتی به دنیا آمد. والدین او انریکِتا لگورِتا لوپز و ماریو مدلین اوکادیز بودند. او دو روز بعد در کلیسای جامع سن کوسمه غسل تعمید یافت. نام مستعارش «کوئتا» بود. او برادری بزرگ‌تر به نام ماریو، که موسیقی‌دان بود، و سه برادر کوچک‌تر به نام‌های آلخاندرو کلودیو، خوآن و رودریگو داشت. رودریگو بعدها به عنوان زیست‌شناس شناخته شد. پدرش حسابدار و بنیان‌گذار یک کارخانه بستنی‌سازی و مادرش خواننده اپرا و فعال اجتماعی بود که هنرمندان را به اعتصاب علیه کاخ هنرهای زیبا رهبری کرد. لگورِتا همچنین در Asociación Ecológica de Coyoacán (انجمن اکولوژیک کویوآکان) داوطلب بود و فرزندانش را به فعالیت‌های پاکسازی Parque Real de San Lucas (پارک سلطنتی سن لوکاس) در برو (تقسیمات کشوری) کویوآکان تشویق می‌کرد. مرگ برادرش خوآن در سال ۱۹۶۹ به دلیل سرطان، کنجکاوی مدلین را دربارهٔ ارتباط میان بیماری‌ها و محیط‌زیست برانگیخت.
مدلین مدرک پزشکی خود را از دانشگاه مستقل ملی مکزیک (UNAM) دریافت کرد و دکترای ژنتیک بالینی انسانی گرفت. او همچنین در زمینه آموزش و مدیریت محیط‌زیست تحصیل کرد. مدلین با خاویر لوپز د لا پِنا، متخصص قلب، ازدواج کرد و آن‌ها صاحب دو فرزند شدند. اگرچه او به عنوان جراح فعالیت می‌کرد، اما بیشتر به عنوان فعال محیط‌زیست شناخته می‌شد. پس از وقوع زمین‌لرزه ۱۹۸۵ مکزیکو سیتی، که ویرانی‌های گسترده‌ای به بار آورد و مسئولان نتوانستند به‌خوبی بحران را مدیریت کنند، خانواده مدلین آشپزخانه‌های عمومی برای تغذیه مردم ایجاد کردند، تجهیزات پزشکی جمع‌آوری کردند و با استفاده از رادیوهای موج کوتاه به همسایگان کمک کردند. به دنبال کیفیت زندگی بهتر، این خانواده در سال ۱۹۸۷ به آگوئاسکالینتس (شهر) نقل مکان کردند.

## فعالیت حرفه‌ای
پس از ورود به آگوئاسکالینتس، خانواده مدلین در جستجوی یک انجمن محیط‌زیستی بودند و به کمپین موفقی برای جلوگیری از توسعه Fraccionamiento Bosques (منطقه جنگلی) و تبدیل آن به پارک پیوستند. از آنجا که در آن زمان هیچ گروه محیط‌زیستی دیگری در ایالت وجود نداشت، انریکِتا لگورِتا، مادر مدلین، از طریق رادیو دانشگاه خودمختار آگوئاسکالینتس فراخوانی برای تشکیل یک انجمن منتشر کرد. در نتیجه، دانشگاهیان و شهروندان علاقه‌مند گرد هم آمدند و گروهی محیط‌زیستی را تشکیل دادند. آن‌ها یک رویداد بازیافت را در کلیسای محلی Templo de los Dolores (معبد دلورس) سازماندهی کردند.